# 屍蠟
屍蠟（Adipocere；/ˈædɪpəˌsɪər, -poʊ-/）是一種由厭氧细菌水解屍體內組織裡的脂肪（例如：屍體本身的脂肪組織）而形成的蠟質有機物質。屍蠟的形成，令屍體腐敗的過程中斷，並使屍體內的脂肪組織、內臟及臉部得以有效保存。

## 歷史
「屍蠟」這個名詞最早由托马斯·布朗爵士使用，他於1658年在他的著作《瓮葬》（Hydriotaphia, Urn Burial）這樣寫：
In a Hydropicall body ten years buried in a Church-yard, we met with a fat concretion, where the nitre of the Earth, and the salt and lixivious liquor of the body, had coagulated large lumps of fat, into the consistence of the hardest castile-soap: wherof part remaineth with us.
屍蠟形成過程的化學反應，有17世紀當顯微鏡普及後開始被了解，知道與皂化反应相關。

## 外觀
屍蠟是一種易碎的、蠟質的、而且不溶於水的材料，主要由飽和的脂肪酸組成。取決於脂肪是由白色還是棕色的脂肪組織而來，所形成的屍蠟的顏色也因此會是灰白色或棕褐色。
在屍體中，屍蠟形成的堅硬外殼，將屍體緊緊包裹，令屍體上的微細特徵，例如:體型、臉部特徵、以及創傷均可以有效的保存下來。

## 形成
屍蠟是由組織中脂肪的厭氧細菌水解形成的。脂肪轉化成為屍蠟的過程，在水分含量高且沒有氧氣的環境中，例如：在潮濕的地面、在湖底的泥裡、又或密封的棺材底部最容易發生，並且不管是經保存處理或未經處理的屍體均可能發生。如果屍蠟在死者死後一個月內開始形成，在沒有空氣的情況下可以保持屍體的組織長達數百年。屍蠟的形成，使一具死於13世紀嬰兒的大腦左半球得以保存，其細緻程度甚至連腦部的腦溝（sulci）、腦迴（gyri）及运动皮层中的尼斯小體，在20世紀仍然可以區分。因此，外露的、又或已被昆蟲侵擾的屍體、又或處於溫暖環境中的屍體皆不太可能形成屍蠟沉積。
婦女、嬰兒和超重者的屍體特別容易轉化成為屍蠟，因為他們含有更多的身體脂肪。在鑑證醫學中，利用屍蠟形成所需的時間去估算死後間隔的應用有限，因為屍蠟形成所需的時間會受到溫度影響。這個過程會因溫暖而加速，但極端溫度卻又會阻止它。
暴露在空氣中，處理，解剖和微生物群的酶活性的綜合作用下，在微觀層次上發掘出腐殖質後，降解仍在繼續。。

## 參看
- 屍體腐敗
- 皂化反應
- 木乃伊